# Diplazium calogrammoides
Diplazium calogrammoides är en majbräkenväxtart som först beskrevs av Ren-Chang Ching, W.M.Chu och Z.R.He och som fick sitt nu gällande namn av Z.R.He.
Diplazium calogrammoides ingår i släktet Diplazium och familjen Athyriaceae. Inga underarter finns listade i Catalogue of Life.